# Amazonas (album El Pasador)
Amazonas è il terzo album in studio del musicista italiano El Pasador, pubblicato nel 1976. L'album è stato successivamente ristampato con il titolo Non Stop e la sostituzione di due tracce, in seguito al successo della trasmissione omonima di cui contiene la sigla, pubblicata nel singolo omonimo nel 1976.

## Descrizione
Il disco viene pubblicato nel 1976 dall'etichetta discografica Polaris in formato LP con numero di catalogo POL/B.P. 719. Lo stesso anno il disco viene ristampato con il titolo Non Stop dall'etichetta discografica New Polaris, sempre in formato LP. Questa seconda versione vede le tracce ordinate diversamente e la sostituzione di due brani musicali, Libertà e Safari, che vengono rimpiazzati con Non Stop e For Piano in Sol, rispettivamente lato A e lato B del singolo Non Stop, pubblicato nel 1977 in formato 7" a 45 giri, per la casa discografica New Polaris, come sigla della trasmissione omonima. Questa seconda versione dell'album viene ristampata dalla Record Bazaar nella collana economica Pop nel 1977 in LP e musicassetta.
Dall'album, oltre al singolo Non Stop, pubblicato come terzo estratto, vengono pubblicati anche i singoli Amazonas, come primo estratto nel 1976, e Amada mia, amore mio, come secondo estratto nel 1977. Il secondo singolo, in particolare, gode di risonanza internazionale e viene distribuito da svariate etichette discografiche in tutto il mondo.

## Tracce
LP Amazonas
1. Amazonas – 3:28 (Paolo Zavallone, Francesco Calabrese, Gino Mescoli)
2. Amada mia, amore mio – 3:15 (Paolo Zavallone, Francesco Calabrese, Gino Mescoli)
3. Rio Grande – 3:34 (Francesco Calabrese, Gino Mescoli)
4. Oh! Mamà – 3:00 (Bruno Pallesi)
5. Libertà – 3:30 (Bruno Pallesi)
6. Manita de plata – 3:03 (Bruno Pallesi)
7. Una rosa – 3:40 (Paolo Zavallone, Francesco Calabrese, Gino Mescoli)
8. Cha Cha 76 – 2:54 (Bruno Agrimi, Paolo Zavallone, Silvio e i Fantastici)
9. Sin saber – 3:02 (Bruno Pallesi)
10. Tu amor – 3:03 (Francesco Calabrese, Gino Mescoli)
11. Madrugada – 3:45 (Paolo Zavallone, Francesco Calabrese, Gino Mescoli)
12. Safari – 3:42 (Paolo Zavallone, Francesco Calabrese, Gino Mescoli)

Durata totale: 39:56
LP/MC Non Stop
1. Non Stop – 3:25 (Paolo Zavallone)
2. Amazonas – 3:28 (Paolo Zavallone, Francesco Calabrese, Gino Mescoli)
3. Oh! Mamà – 3:00 (Bruno Pallesi)
4. Rio Grande – 3:34 (Francesco Calabrese, Gino Mescoli)
5. Tu amor – 3:03 (Francesco Calabrese, Gino Mescoli)
6. Una rosa – 3:40 (Paolo Zavallone, Francesco Calabrese, Gino Mescoli)
7. Amada mia, amore mio – 3:15 (Paolo Zavallone, Francesco Calabrese, Gino Mescoli)
8. Madrugada – 3:45 (Paolo Zavallone, Francesco Calabrese, Gino Mescoli)
9. Cha Cha 76 – 2:54 (Bruno Agrimi, Paolo Zavallone, Silvio e i Fantastici)
10. Manita de plata – 3:03 (Bruno Pallesi)
11. For Piano in Sol – 4:45 (Paolo Zavallone)
12. Sin saber – 3:02 (Bruno Pallesi)

Durata totale: 40:54